# Konstantin Melnikov

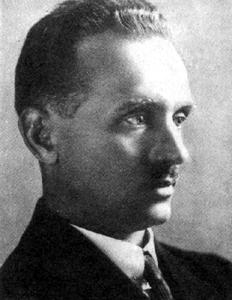
Konstantin Melnikov

Konstantin Stepanovitsj Melnikov (Russisch: Константин Степанович Мельников) (Moskou, 3 augustus 1890 - aldaar, 28 november 1974) was een Russisch architect en kunstschilder.

## Biografie

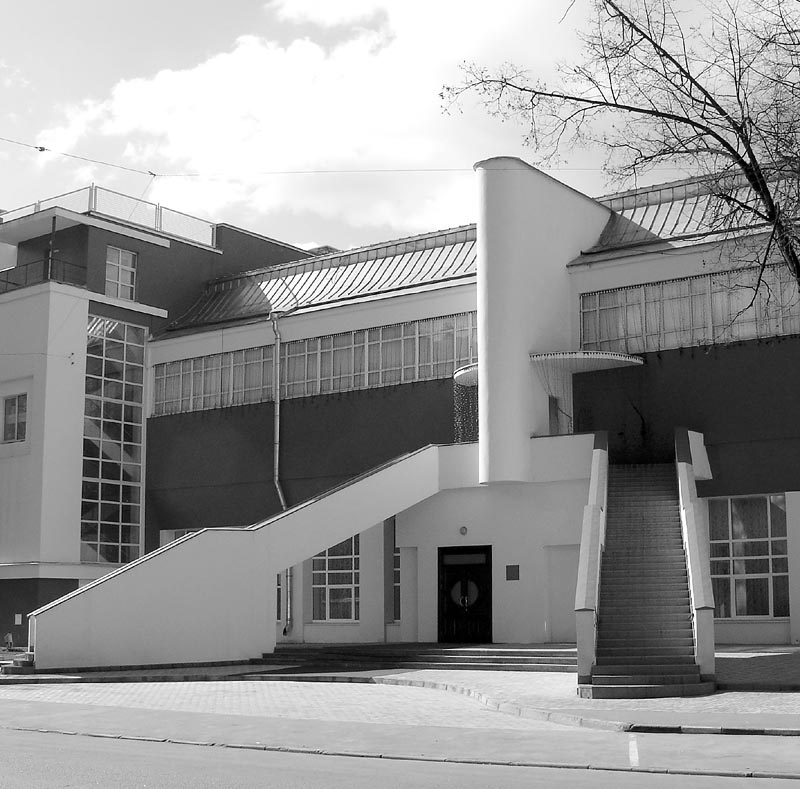
Svoboda Club (N-Moskou) werd Melnikovs eerbetoon aan het land van zijn jeugd

### Jeugd
Konstantin Melnikov werd als vierde kind van het gezin geboren. Konstantins vader, Stepan Illarionovitsj Melnikov, afkomstig uit de streek rond Nizjni Novgorod, was een stratenwerker in dienst bij de Moskouse Landbouwkundige academie. 
Zijn moeder, Jelena Grigorijevna, was van boerenafkomst uit het district Zvenigorod. De familie was pover behuisd in een staatslogement in Hay Lodge, toen een rustige noordelijk van Moskou gelegen woonwijk. De familie had het financieel moeilijk en trachtte de eindjes aan elkaar te knopen. Konstantins vader onderkende het tekentalent van zijn zoon en voorzag hem van het nodige tekengerief. Konstantin volgde twee jaar, tot in 1903, de parochieschool. Dat was de enige scholing die de familie kon betalen.

### Vorming en architecturale carrière
Door toeval, maar dankzij Melnikovs tekentalent kwam hij in dienst van ingenieur Vladimir Tsjaplin, die zijn verdere kunststudies bekostigde. Melnikov studeerde 12 jaar lang aan de Moskouse School voor Schilderkunst, Beeldhouwkunst en Architectuur: eerst kreeg hij een algemene opleiding (1910), vervolgens behaalde hij een graad in de kunsten (1914) en ten slotte in de architectuur (1917). In die tijd was hij ook een befaamd portretschilder. Tot zijn leermeesters in de kunsten rekende hij Konstantin Korovin, Sergej Maljoetin en Abram Archipov. Ivan Zjoltovski, zijn professor in 1917-1918 was zijn belangrijkste mentor op architecturaal vlak.

Door Melnikovs architecturaal werk, in de tijd beperkt tot een decennium (1923-1933), verkreeg de architect een plaats in de toenmalige avant-garde. Hoewel vaak aangeduid als constructivist, was Melnikov een onafhankelijk kunstenaar die zich niet bond aan één welbepaalde stijl of kunstenaarsgroepering. In de jaren 30 van de 20e eeuw weigerde de architect zich te conformeren met de opkomende stalinistische architectuurstijl. Hij beëindigde zijn architectenpraktijk, werd leraar en portretschilder tot aan zijn levenseinde.
Konstantin Melnikov huwde Anna Jablokova in 1912. Zij hadden twee kinderen.

Het in 1926 door Melnikov in constructivistische stijl gebouwde Moskouse busdepot werd in 2013 verbouwd tot het Jewish Museum and Tolerance Center. Het 8000 m² metende museum is het omvangrijkste Joodse museum ter wereld.
- Biblioteca Nacional de España: XX1531794
- Bibliothèque nationale de France: cb12384544k (data)
- Catàleg d'autoritats de noms i títols de Catalunya: 981058525915606706
- Gemeinsame Normdatei: 119440202
- International Standard Name Identifier: 0000 0001 0935 9683
- Library of Congress Control Number: n77013607
- Nationale Bibliotheek van Letland: 000247125
- Nationale Bibliotheek van Tsjechië: js2011617698
- Nationale Bibliotheek van Israël: 987007382758805171
- Nationale Bibliotheek van Polen: a0000001224141
- Nederlandse Thesaurus van Auteursnamen: 070739978
- RKD-Nederlands Instituut voor Kunstgeschiedenis: 214209
- LIBRIS: 281319
- SNAC: w6k71xzm
- Système universitaire de documentation: 059343958
- Union List of Artist Names: 500017364
- Virtual International Authority File: 111746182
- WorldCat: E39PBJjHk8yyfkY4bjKpJC8Qv3